# Ahmadou Ahidjo
Ahmadou Babatoura Ahidjo, född 24 augusti 1924 i Garoua, död 30 november 1989 i Dakar, Senegal, var Kameruns president från 5 maj 1960 till 6 november 1982. Han hade tidigare varit regeringschef i Franska Kamerun och i Republiken Kamerun från 18 februari 1958 till 5 maj 1960.

## Biografi

### President
Ahmadou Ahidjo föddes i Garoua i norra Kamerun. Efter att ha arbetat som radiooperatör engagerade han sig i politiken i Franska Kamerun 1946, då han blev delegat i Assemblée Représentative du Cameroun (ARCAM). Han blev inrikesminister och vice premiärminister i Kameruns första regering 1957, före självständigheten. Denna regering leddes av André-Marie Mbida, och när denne avgick som premiärminister 1958 efterträdde Ahidjo honom. Han valdes till president när Kamerun blev självständigt 1960, efter att en del av Brittiska Kamerun anslutit sig till landet, och tillträde posten den 1 oktober 1961. Han omvaldes 1965, 1970, 1975 och 1980, och upprättade gradvis en fullständig dominans för sitt eget parti och förbjöd alla andra partier 1976.
Han mötte under 1960-talet motstånd från gruppen Kamerunska folkunionen (Union des Populations du Cameroun, UPC), men hade vid decenniets mitt fransk militär och diplomatisk hjälp. 1972 skapade han en impopulär grundlag som avskaffade autonomin för Brittiska Kamerun och upprättade en enhetsstat. Fastän många av hans handlingar var diktatoriska blev hans land ett av de mest stabila i Afrika.

### Avgången 1982
Ahidjo avgick, föregivet av hälsoskäl, den 4 november 1982 (det finns många teorier runt avgången. Det antas allmänt att hans franske läkare "lurade" Ahidjo om hans hälsa ) och efterträddes av premiärminister Paul Biya två dagar senare. Att han avgick till förmån för Biya, en kristen från södern och inte en muslim från norr som han själv, ansågs överraskande. Ahidjos långsiktiga målsättningar är oklara. Det är möjligt att han tänkte sig att återvända till presidentposten vid en senare tidpunkt när hans hälsa blev bättre, och en annan möjlighet är att avsåg att Maigari Bello Bouba, en annan muslim från norra delen av landet som efterträdde Biya som premiärminister, så småningom skulle efterträda honom som president, med Biya i praktiken som övergångsfigur. Fastän centralkommittén i det styrande partiet Kamerunska nationella uinionen (UNC) uppmanade Ahidjo att stanna kvar som president avböjde han att göra det, men han gick med på att vara kvar som ledare för UNC. Han ordnade dock också så att Biya blev vice ordförande för UNC och skulle handha partiet under Ahidjos frånvaro. Dessutom reste Ahidjo runt landet i januari 1983 på en turné till stöd för Biya.
Senare under 1983 utbröt en större fejd mellan Ahidjo och Biya. Den 19 juli 1983 gick Ahidjo i exil i Frankrike, och Biya började flytta Ahidjos anhängare från maktpositioner och eliminera symboler för hans makt. Han ersatte porträtt av Ahidjo med sina egna porträtt och tog bort Ahidjos namn från CNU:s partisång. Den 22 augusti tillkännagav Biya att en komplott där Ahidjo sades vara inblandad hade upptäckts. Ahidjo å sin sida riktade allvarlig kritik mot Biya. Han hävdade att denne missbrukade sin makt, att han levde i fruktan för komplotter och att han var ett hot mot landets enhet. De båda kunde inte försonas trots ansträngningar från flera utländska ledare, och Ahidjo tillkännagav den 27 augusti att han avgick som ledare för CNU. Medan han var i exil dömdes Ahidjo till döden i sin frånvaro i februari 1984, tillsammans med två andra, för att ha deltagit i försöket till statskupp i juni 1983. Biya omvandlade straffet till livstids fängelse. Ahidjo förnekade att han var inblandad i komplotten. Ett våldsamt men misslyckat kuppförsök i april 1984 troddes också i vida kretsar ha organiserats av Ahidjo.
Under sina återstående år bodde Ahidjo tidvis i Frankrike och tidvis i Senegal. Han avled i Senegals huvudstad Dakar.